# Rezerwat przyrody Čerňavina
Rezerwat przyrody Čerňavina (cz. Přírodní rezervace Čerňavina) – rezerwat przyrody w Czechach, w kraju morawsko-śląskim, w powiecie Frydek-Mistek, w pobliżu miejscowości Koszarzyska i Tyra. Powstał w 1999 i obejmuje 61,32 ha powierzchni w granicach CHKO Beskidy, w przyszczytowym obszarze góry Ostry od wysokości 780 do szczytu 1044 m n.p.m.
Rezerwat chroni buczynę karpacką, w której oprócz dominującego buka występują domieszki świerka, jaworu i jodły, z najstarszymi egzemplarzami w wieku około 180 lat. W runie m.in. przytulia wonna, fiołek leśny, czworolist pospolity. Spośród ptaków widywane są dzięcioły, bocian czarny, a ssaków ryś i wilk szary.